# 타이거 베이 (1959년 영화)
타이거 베이(Tiger Bay)는 영국에서 제작된 J. 리 톰슨 감독의 1959년 영화이다. 존 밀스 등이 주연으로 출연하였고 존 호크스워스 등이 제작에 참여하였다.

## 출연

### 주연
- 존 밀스
- 호르스트 부흐홀츠
- 헤일리 밀즈

### 조연
- 멕스 젠킨스
- 안소니 도슨
- 메러디스 에드워즈
- 크리스토퍼 로즈
- 케네스 그리피스